# Nguyễn Công Cơ
Nguyễn Công Cơ (Chữ Hán: 阮公基; 1675 - 5/12/1733), tên huý Tự Cẩm, hiệu Cảo Hiên, tự Nghĩa Trai, là một nhà khoa bảng, nhà ngoại giao và danh thần dưới thời Lê Trung Hưng, làm quan trải qua 4 đời vua, ở cả 2 ban văn và võ, làm quan đến chức Thượng thư, Thiếu bảo (vị trí cao thứ 2 trong Tam thiếu) với tước Cảo Quận công, sau khi mất được truy phong Thái phó, thuỵ hiệu "Mẫn trực"
Ông được sử gia nhiều thế hệ tôn xưng là một trong số ít vị quan có tài đức, có công lao lớn với dân với nước. Không chỉ được vinh danh trong nước, Nguyễn Công Cơ còn được 2 học trò người Trung Quốc đang làm quan cho Nhà Thanh lập miếu thờ ngay khi ông còn sống.
Nguyễn Công Cơ nổi tiếng về tài khôn khéo trong ngoại giao, lần đi sứ Nhà Thanh năm 1715, ông ấy đã thuyết phục triều đình của Hoàng đế Khang Hy huỷ bỏ nhiều quy định phiền hà, các lệ như cống nạp sừng tê, và vàng đều giảm về số lượng. Lệ cống "người bằng vàng để thế mạng cho Liễu Thăng" có từ thời Lê Thái Tổ cũng được bãi bỏ từ lần đi sử này.
Tuy làm quan đến hàm nhất phẩm tước quận công, nhưng vì sống thanh bần và liêm khiết nên Nguyễn Công Cơ không có sản nghiệp riêng, khi qua đời, triều đình đã ban thuỵ hiệu Mẫn Trực phủ quân và cấp đất ở thôn Nhang (thuộc phường Xuân Đỉnh, Bắc Từ Liêm, Hà Nội) trước đó là kho muối cũ của triều đình để làm nơi thờ tự. Nhà thờ Tiến sĩ, Quận công Nguyễn Công Cơ (hay còn gọi là Nhà thờ cụ Thượng Cảo) có niên đại gần 300 năm đã được công nhận là Di tích văn hóa lịch sử cấp quốc gia.